# Ruppes (Münchberg)
Ruppes ist ein Gemeindeteil der Stadt Münchberg im Landkreis Hof (Oberfranken, Bayern). Ruppes liegt in der Gemarkung Poppenreuth.

## Geografie
Das Einöde liegt am Enziusbach, einem rechten Zufluss der Selbitz. Ein Wirtschaftsweg führt 600 Meter südwestlich die Bahnstrecke Münchberg–Helmbrechts unterquerend nach Hildbrandsgrün. 400 Meter nordöstlich im Wald in der Nähe der Selbitz gibt es einen ehemaligen Goldwaschplatz, der als Geotop ausgezeichnet ist.

## Geschichte
Ruppes wurde in der ersten Hälfte des 19. Jahrhunderts auf dem Gemeindegebiet von Wüstenselbitz gegründet. Das Anwesen trug die Hausnummer 22 von Hildbrandsgrün und hatte damals noch keinen eigenen Namen. 1848 kam Ruppes an die neu gebildete Ruralgemeinde Poppenreuth. Im Zuge der Gebietsreform in Bayern wurde Ruppes am 1. Juli 1972 nach Münchberg eingemeindet.

### Einwohnerentwicklung
| Jahr      | 1861  | 1871   | 1885   | 1900   | 1925   | 1950   | 1961   | 1970   | 1987  |
| Einwohner | 17    | 8      | 6      | 10     | 4      | 7      | 7      | 5      | 2     |
| Häuser    |       |        | 1      | 1      | 1      | 1      | 1      |        | 1     |
| Quelle    | [ 9 ] | [ 10 ] | [ 11 ] | [ 12 ] | [ 13 ] | [ 14 ] | [ 15 ] | [ 16 ] | [ 1 ] |

## Religion
Ruppes ist bis heute nach St. Peter und Paul (Münchberg) gepfarrt und evangelisch-lutherisch geprägt.